# The American Mathematical Monthly
Az American Mathematical Monthly egy matematikai folyóirat, amelyet Benjamin Finkel alapított 1894-ben. Évente tíz alkalommal jelenik meg a Taylor & Francis kiadásában az Amerikai Matematikai Szövetség (Mathematical Association of America) megbízásából.
Az American Mathematical Monthly egy ismeretterjesztő folyóirat, amely matematikusok egy széles közönségét célozza meg, az egyetemistáktól az aktív kutatókig. A cikkeket annak alapján választják ki, hogy témájuk számot tart-e széleskörű érdeklődésre, a cikkeket pedig kifejezetten a közérthetőséget szem előtt tartva szerkesztik. Ezáltal az American Mathematical Monthly más szerepet tölt be, mint a tipikus matematikai kutatási folyóiratok, amikben az egyes cikkek célközönsége általában specialisták egy szűk köréből áll. Az American Mathematical Monthly a világ legolvasottabb matematikai folyóirata a JSTOR adatai szerint.
A folyóirat a benne megjelenő cikkek közül a legjobbak és legközérthetőbbek szerzőit évente Lester R. Ford-díjjal tünteti ki.

## Szerkesztők
- 2022–: Della Dumbaugh
- 2017–2021: Susan Colley
- 2012–2016: Scott T. Chapman
- 2007–2011: Daniel J. Velleman
- 2002–2006: Bruce Palka
- 1997–2001: Roger A. Horn
- 1992–1996: John H. Ewing
- 1987–1991: Herbert S. Wilf
- 1982–1986: Paul Richard Halmos
- 1978–1981: Ralph Philip Boas, Jr.
- 1977–1978: Alex Rosenberg és Ralph Philip Boas Jr.
- 1974–1976: Alex Rosenberg
- 1969–1973: Harley Flanders
- 1967–1968: Robert Abraham Rosenbaum
- 1962–1966: Frederick Arthur Ficken
- 1957–1961: Ralph Duncan James
- 1952–1956: Carl Barnett Allendoerfer
- 1947–1951: Carroll Vincent Newsom
- 1942–1946: Lester Randolph Ford
- 1937–1941: Elton James Moulton
- 1932–1936: Walter Buckingham Carver
- 1927–1931: William Henry Bussey
- 1923–1926: Walter Burton Ford
- 1922: Albert Arnold Bennett
- 1919–1921: Raymond Clare Archibald
- 1918: Robert Daniel Carmichael
- 1916–1917: Herbert Ellsworth Slaught
- 1914–1915: szerkesztőbizottság: C.H. Ashton, R.P. Baker, W.C. Brenke, W.H. Bussey, W.DeW. Cairns, Florian Cajori, R.D. Carmichael, D.R. Curtiss, I.M. DeLong, B.F. Finkel, E.R. Hedrick, L.C. Karpinski, G.A. Miller, W.H. Roever, H.E. Slaught
- 1913: Herbert Ellsworth Slaught
- 1909–1912: Benjamin Franklin Finkel, Herbert Ellsworth Slaught, George Abram Miller
- 1907–1908: Benjamin Franklin Finkel, Herbert Ellsworth Slaught
- 1905–1906: Benjamin Franklin Finkel, Leonard Eugene Dickson, Oliver Edmunds Glenn
- 1904: Benjamin Franklin Finkel, Leonard Eugene Dickson, Saul Epsteen
- 1903: Benjamin Franklin Finkel, Leonard Eugene Dickson
- 1894–1902: Benjamin Franklin Finkel, John Marvin Colaw

## Fordítás
- Ez a szócikk részben vagy egészben  a   The American Mathematical Monthly című angol Wikipédia-szócikk ezen változatának fordításán alapul.  Az eredeti cikk szerkesztőit annak laptörténete sorolja fel. Ez a jelzés csupán a megfogalmazás eredetét és a szerzői jogokat jelzi, nem szolgál a cikkben szereplő információk forrásmegjelöléseként.